# Waffensachkundeprüfung (Deutschland)
Das deutsche Waffenrecht schreibt für den Umgang mit Waffen und Munition den Nachweis der Waffensachkunde voraus. Der Nachweis nach den gesetzlichen Bestimmungen kann durch das Ablegen einer Waffensachkundeprüfung (§ 7 WaffG) erbracht werden.

„Sachkunde. Den Nachweis der Sachkunde hat erbracht, wer seine Prüfung vor der dafür bestimmten Stelle bestanden hat oder seine Sachkunde durch eine Tätigkeit oder Ausbildung nachweist.“

Nach den Bestimmungen des § 7 WaffG können die Anforderungen an die waffentechnischen und waffenrechtlichen Kenntnisse, die Prüfung und die Prüfungsverfahren ebenso wie die anderweitig zulässigen Nachweise der Sachkunde von Bundesland zu Bundesland abweichen.
Zur Vorbereitung auf die Waffensachkundeprüfung stehen entsprechende Literatur sowie vorbereitende Seminare zur Verfügung. Die Seminare werden von den Vereinen und Verbänden sowie Interessengemeinschaften und freien Anbietern offeriert. Fragenkataloge sind ebenfalls bei Vereinen oder Verbänden sowie im Internet erhältlich.